# 백보람
백보람(1980년 8월 15일 ~ )은 대한민국의 가수, 배우, 방송인이다.

## 생애
- 2001년 뮤지컬 배우로 첫 데뷔
- 2003년 R&B 음악 그룹 "모닝"을 통해 가수로 데뷔하였으며
- 2005년 개그우먼으로 전향하였다.

## 학력
- 서울옥수초등학교
- 무학여자중학교
- 영등포공업고등학교 디자인과
- 명지전문대학 연극영상과

## 연기 활동

### 드라마
| 연도 | 방송사 | 제목                             | 배역            | 비고     |
| ---- | ------ | -------------------------------- | --------------- | -------- |
| 2010 | MBC    | 분홍립스틱                       | 윤나나          | 149부작  |
| 2011 | MBC    | 심야병원                         | 나경의 친구     | 특별출연 |
| 2011 | 채널A  | 총각네 야채가게                  |                 | 24부작   |
| 2012 | SBS    | 바보엄마                         | 홍이림          | 20부작   |
| 2013 | MBC    | 백년의 유산                      | 무당            | 특별출연 |
| 2013 | KBS1   | 사랑은 노래를 타고               | 미라            | 151부작  |
| 2015 | KBS2   | 별난 며느리                      |                 | 12부작   |
| 2015 | KBS1   | KBS 웹드라마 스페셜 - 미싱코리아 | 양미            | 1부작    |
| 2016 | SBS    | 사랑이 오네요                    | 김여진          | 122부작  |
| 2016 | JTBC   | 이번주, 아내가 바람을 핍니다     | 최윤기의 불륜녀 | 12부작   |
| 2017 | JTBC   | 품위있는 그녀                    | 세희            | 20부작   |
| 2017 | KBS2   | 이름 없는 여자                   | 쇼호스트 주원   | 102부작  |
| 2019 | MBC    | 용왕님 보우하사                  | 고요정          | 121부작  |

## 예능 활동
- 2014년 KBS2 《퀴즈쇼 사총사》 - 게스트 출연
- 2013년 JTBC 《패밀리팡》 - 아내 역
- 2012년 SBS 《스타 애정촌 시즌 3 - 추석특집》 - 여자 3호 역
- 2012년 MBC Every 1 《Appeal》 - 1회 출연
- 2011년 KBS2 《대국민 토크쇼 안녕하세요》 - 11회 출연자
- 2010년 ~ 2013년 MBC Every 1 《무한걸스 시즌 3》 - 3기 멤버
- 2010년 ~ 2012년 MBC Every 1 《복불복쇼 시즌 2》 - 고정 패널
- 2010년 채널 T 《리얼 트레블 여행을 말하다》 - 출연자
- 2010년 Trend E 《키친로드》 - 게스트 출연
- 2010년, 2012년 KBS2 《출발드림팀 시즌 2》 - 게스트 출연
- 2010년 온게임넷 《켠김에 왕까지》 - 38회 출연자
- 2010년 KBS2 《체험 삶의 현장 - 매실수확》 - 824회 출연자
- 2010년 SBS E! 《철퍼덕 하우스 시즌2 - 더 퀸》 - 공동 MC
- 2010년 tvN 《나는 PD다》 - 게스트 중 1명
- 2009년 ~ 2010년 QTV 《순위 정하는 여자》 - 초대 패널
- 2009년 KBS2 《상상더하기》 - 게스트 출연
- 2009년 KBS2 《서바이벌 한식왕》 - 공동 MC
- 2009년, 2012년 SBS 《강심장》 - 초대 손님
- 2008년 MBC Every 1 《아이돌 군단의 떴다! 그녀》 - 게스트 출연
- 2008년 MBC 《행복주식회사 - 만원의 행복》 - 게스트 출연
- 2008년 SBS 《스타킹》 - 초대 손님
- 2007년 GTV 《강형숙, 백보람의 헬스업 라인업》 - 공동 MC
- 2005년 ~ 2008년 SBS 《웃찾사》
- 2007년 ~ 2009년 MBC Every 1 《무한걸스》 - 1기 멤버
- 2007년 KBS2 《비타민》 - 패널중 1명
- 2007년  채널동아 《러브&조이 시즌 2》 - 단독 MC
- 2006년 ~ 2008년 KBS2 《스타골든벨》 - 게스트 출연
- 2006년 ~ 2012년 MBC 《유재석 김원희의 놀러와》 - 게스트 출연
- 2006년 채널동아 《로맨틱 아일랜드》 - 단독 MC
- 2003년, 2007년, 2008년, 2009년 KBS1 《가족오락관》 - 게스트 출연

## 광고
- 보해양조 매취순
- LG전자

## 음반
- 2006년 CultActually LovelyChristmas - 울면 안돼 (듀엣 이경분, 정주리, 김현정)
- 2008년 붙잡아도
- 2008년《무한걸스 가수되기 프로젝트》대표곡 〈상상〉(원곡 : 송은이 〈상상〉)
- 2009년 2집 - 전화하지마

## 홍보대사
- 2010년 보령머드축제 홍보대사

## 저서
- 2012년 론치 마이 쇼핑몰 7년차 CEO 백보람의 쇼핑몰 성공 시크릿 ISBN 9788996722342
- 2012년 론치 마이 쇼핑몰 ISBN 9788996722342

## 같이 보기
- 김재우
- 장동민
- 유상무
- 남희석
- 허준
- 한민관
- 성은
- 이파니
- 강예빈
- 채연
- 김가연
- 현영
- 황보
- 정가은
- NS윤지
- 서효명
- 송은이
- 김숙
- 김신영
- 안영미